# Старі Дороги (футбольний клуб)
Футбольний клуб «Старі Дороги» (біл. Футбольны клуб «Старыя Дарогі») — білоруський футбольний клуб з однойменного міста, заснований у 1986 році. Виступає у чемпіонаті та кубку Мінської області. Домашні матчі приймає на стадіоні «Будівельник», місткістю 1 000 глядачів.

## Історія
Заснований у 1986 році. У сезонах 1992, 1992/1993, 1993/1994 років виступав у першій лізі (нині вища). У сезонах 1992, 1993/94, 1994/95 — чвертьфіналіст кубка Білорусі.
У 1994 році вилетів до другої, а в 1997 році — до третьої ліги.
З 2003 року виступає у чемпіонаті та кубку Мінської області.

## Назви
- 1986: «Вимпел»;
- 1987—1999: «Будівельник»;
- 2000—2001: «Старі Дороги»;
- 2002: СФК;
- з 2002: «Старі Дороги».